# KFC in het seizoen 1958/59
Het seizoen 1958/1959 was het vierde jaar in het bestaan van de Kooger betaaldvoetbalclub KFC. De club kwam uit in de Nederlandse Eerste divisie B en eindigde daarin op de achtste plaats. Tevens deed de club mee aan het toernooi om de KNVB Beker, hierin werd in de eerste ronde verloren van WSV '30 (1–2).

## Wedstrijdstatistieken

### Eerste divisie B
|       | Excelsior | GVAV  | Helmondia '55 | Heracles | Hermes DVS | HVC   | RBC   | RCH   | Rigtersbleek | Roda Sport | Sittardia | Stormvogels | Vitesse | De Volewijckers |
| ----- | --------- | ----- | ------------- | -------- | ---------- | ----- | ----- | ----- | ------------ | ---------- | --------- | ----------- | ------- | --------------- |
| Thuis | 2 – 0     | 1 – 1 | 0 – 2         | 2 – 3    | 1 – 0      | 0 – 0 | 1 – 1 | 0 – 1 | 4 – 1        | 3 – 1      | 4 – 3     | 1 – 2       | 8 – 3   | 1 – 2           |
| Uit   | 1 – 1     | 3 – 3 | 0 – 1         | 6 – 2    | 1 – 0      | 3 – 2 | 3 – 4 | 3 – 1 | 6 – 1        | 2 – 1      | 4 – 0     | 1 – 1       | 1 – 2   | 0 – 1           |

### KNVB beker
| 1e ronde                                        | WSV '30              | 2 – 1 (2 – 0) | KFC           |
| 1 januari 1959 Plaats: Wormer Sportpark WSV '30 | Jaap de Lange –', –' |               | Martin Koeman |

## Statistieken KFC 1958/1959

### Eindstand KFC in de Nederlandse Eerste divisie B 1958 / 1959
| Stand | Gespeeld | Gewonnen | Gelijk | Verloren | Punten | Doelpunten voor | Doelpunten tegen |
| ----- | -------- | -------- | ------ | -------- | ------ | --------------- | ---------------- |
| 8e    | 28       | 10       | 6      | 12       | 26     | 48              | 54               |

### Topscorers
| #                 | Naam              | Goal |
| ----------------- | ----------------- | ---- |
| 1.                | Andries Kok       | 12   |
| 2.                | Hans Paauwe       | 8    |
| 3.                | Eddy Blok         | 6    |
| 4.                | Dick Bosschieter  | 5    |
| 4.                | Cees Driehuis     | 5    |
| 4.                | Henk van Vlierden | 5    |
| 7.                | Frans Keereweer   | 3    |
| 7.                | Martin Koeman     | 3    |
| Onbekend doelpunt |                   |      |
| –                 | Onbekend          | 1    |
| Totaal            | Totaal            | 48   |

| #      | Naam          | Goal |
| ------ | ------------- | ---- |
| 1.     | Martin Koeman | 1    |
| Totaal | Totaal        | 1    |